# Curraghchase Woods SAC
Curraghchase Woods SAC este o arie protejată (arie specială de conservare — SAC, sit de importanță comunitară — SCI) din Irlanda întinsă pe o suprafață de 360,17 ha, integral pe uscat.

## Localizare
Centrul sitului Curraghchase Woods SAC este situat la coordonatele 52°35′44″N 8°52′20″W / 52.595607°N 8.8723°V.

## Înființare
Situl Curraghchase Woods SAC a fost declarat sit de importanță comunitară în ianuarie 2002 pentru a proteja 2 specii de animale. Situl a fost protejat și ca arie specială de conservare în mai 2019.

## Biodiversitate
Situată în ecoregiunea atlantică, aria protejată conține 2 habitate naturale: Păduri aluvionare cu Alnus glutinosa și Fraxinus excelsior (Alno-Padion, Alnion incanae, Salicion albae), Păduri de Taxus baccata din Insulele Britanice.
La baza desemnării sitului se află mai multe specii protejate:
- mamifere (1): liliacul mic cu potcoavă (Rhinolophus hipposideros)
- nevertebrate (1): Vertigo moulinsiana